# Buinovița, Șumen
Buinovița (în bulgară Буйновица) este un sat în comuna Veneț, regiunea Șumen,  Bulgaria. 

## Demografie
Componența etnică a satului Buinovița
     Bulgari (2,97%)
     Turci (88,93%)
     Nicio identificare (8,08%)
     Altele (0%)
La recensământul din 2011, populația satului Buinovița era de 235 locuitori. Din punct de vedere etnic, majoritatea locuitorilor (88,93%) erau turci, cu o minoritate de bulgari (2,97%). Pentru 8,08% din locuitori nu este cunoscută apartenența etnică.